# العرسمة (حضرموت)
العرسمه هي إحدى قرى الجمهورية اليمنية. وهي تتبع جغرافيًا لمحافظة حضرموت. وإداريًا لمديرية دوعن. يبلغ تعداد سكانها 1353 نسمة حسب الإحصاء الذي جرى عام 2004.